# Дубенка (приток Узы)
Дубенка — река в России, протекает в Порховском районе Псковской области, исток реки на территории Дедовичского района. Исток реки находится на юго-западном склоне Красной горы. Устье реки находится в 43 км по левому берегу реки Уза у деревни Дубня. Длина реки составляет 33 км, площадь водосборного бассейна 148 км².
На реке стоят деревни Туготинской волости: Крекшино, Бродовичи, Мачково и Дубня

## Данные водного реестра
По данным государственного водного реестра России относится к Балтийскому бассейновому округу, водохозяйственный участок реки — Шелонь, речной подбассейн реки — Волхов. Относится к речному бассейну реки Нева (включая бассейны рек Онежского и Ладожского озера).
Код объекта в государственном водном реестре — 01040200412102000024595.